# 黒河村
黒河村（くろかわむら）は、かつて富山県射水郡にあった村。

## 沿革
- 1889年（明治22年）4月1日 - 町村制の施行により、射水郡黒河村、黒河新村、沢野村、中老田新村、塚越村、中老田村の区域の一部、西老田新村の区域の一部及び太閤山村の区域をもって、射水郡黒河村が発足する。
- 1954年（昭和29年）3月27日 - 射水郡小杉町に編入する。